# Lexington Park (Maryland)
Lexington Park es un lugar designado por el censo ubicado en el condado de Saint Mary en el estado estadounidense de Maryland. En el Censo de 2010 tenía una población de 11.626 habitantes y una densidad poblacional de 797,02 personas por km².

## Geografía
Lexington Park se encuentra ubicado en las coordenadas 38°15′21″N 76°26′22″O / 38.25583, -76.43944. Según la Oficina del Censo de los Estados Unidos, Lexington Park tiene una superficie total de 14.59 km², de la cual 14.56 km² corresponden a tierra firme y (0.2%) 0.03 km² es agua.

## Demografía
Según el censo de 2010, había 11.626 personas residiendo en Lexington Park. La densidad de población era de 797,02 hab./km². De los 11.626 habitantes, Lexington Park estaba compuesto por el 55.51% blancos, el 31.57% eran afroamericanos, el 0.62% eran amerindios, el 4.37% eran asiáticos, el 0.14% eran isleños del Pacífico, el 2.65% eran de otras razas y el 5.14% pertenecían a dos o más razas. Del total de la población el 7.41% eran hispanos o latinos de cualquier raza.